# Gewoon Vrienden
Gewoon Vrienden (traduïble com a «Només amics») és una pel·lícula de televisió de comèdia romàntica neerlandesa de 2018 dirigida per Ellen Smit, protagonitzada per Majd Mardo i Josha Stradowski. La pel·lícula es va projectar en la nit d'obertura del Festival Internacional de Cinema Queer de Perth i va guanyar el Premi del Públic després de la seva projecció en el Festival Internacional de Cinema Lèsbic i Gai MIX de Milà. Es va estrenar en BNNVARA el 7 de març de 2018.

## Sinopsi
Joris és un jove neerlandès que intenta superar la mort del seu pare fa gairebé deu anys. La seva poderosa i conservadora mare no ajuda a ignorar els seus sentiments. Mentrestant, Yad, un jove refugiat sirià que s'ha instal·lat als Països Baixos, és contractat per a fer les tasques de l'àvia de Joris, Ans. Yad ha tornat d'Amsterdam per a viure amb la seva família i té problemes amb la seva educació tradicional. Encara que són molt diferents, entre els dos sorgeix una espurna instantània a través de la música i els esports, principalment el surf, i a mesura que els seus sentiments cap a l'altre creixen, senten que són més que «simples amics». Les seves mares, en canvi, amenacen amb posar en perill aquesta relació entre els dos joves. A causa de la pressió familiar, es distancien, però les coses milloren quan Joris es reconcilia després de la mort del seu pare.

## Repartiment
- Majd Mardo com Yad
- Josha Stradowski com Joris
- Jenny Arean com Ans
- Tanja Jess com Simone
- Melody Klaver com Moon
- Mohamad Alahmad com Elias
- Nazmiye Oral com Maryam
- Elène Zuidmeer com Fientje
- Roscoe Leijen com Gerlof
- Sjoerd Dragtsma com Mitch
- Younes Badrane com a Entrenador
- Stan Gobel com el jove Joris
- Renske Hettinga com a jove Moon
- Anne Prakke com Bart
- Sonia Eijken com Lely
- Malcolm Hugo Glenn com Erwin
- Tessa du Mee com a Empleada del crematori
- Justin Mooijer com l'amic de Yad